# Nymphaea thermarum
Nymphaea thermarum är en näckrosväxtart som beskrevs av E. Fischer. Nymphaea thermarum ingår i släktet vita näckrosor, och familjen näckrosväxter. Inga underarter finns listade i Catalogue of Life.

## Bildgalleri

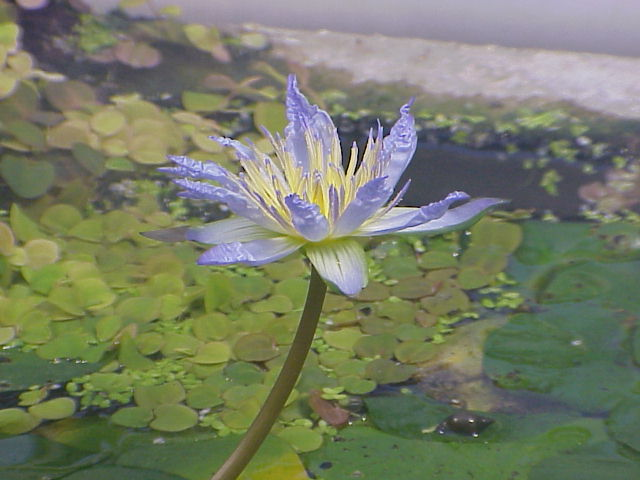